# Larifuga weberi
Larifuga weberi is een hooiwagen uit de familie Triaenonychidae.